# Caernarfon (circonscription de l'Assemblée)
Pour les articles homonymes, voir Caernarfon (homonymie).
Caernarfon est une ancienne circonscription dite de comté utilisée selon un mode de scrutin uninominal pour les élections de l’assemblée nationale pour le pays de Galles. Créée en 1999, elle appartient à la région électorale de Mid and West Wales avant que son territoire soit réparti en 2007 entre les circonscriptions d’Arfon et de Dwyfor Meirionnydd.

## Limites
La circonscription a été créée pour la première élection de l'Assemblée en 1999, avec le nom et les limites de la circonscription de Caernarfon. Elle se situe entièrement dans le comté préservé de Gwynedd.
Les huit autres circonscriptions de la région étaient Alyn and Deeside, Clwyd West, Clwyd South, Conwy, Delyn, Vale of Clwyd, Wrexham et Ynys Môn.
La circonscription électorale a été abolie en 2007. Une partie de la circonscription a ensuite rejoint la nouvelle circonscription d'Arfon et la nouvelle circonscription de Dwyfor Meirionnydd, toutes deux situées entièrement dans le comté préservé de Gwynedd. La circonscription d'Arfon fait partie de la région électorale du North Wales. La circonscription de Dwyfor Meirionnydd fait partie de la région électorale du Mid and West Wales.

## Membres de l'Assemblée
| Election                                                     | Election | Membre           | Parti       | Portrait |
| ------------------------------------------------------------ | -------- | ---------------- | ----------- | -------- |
|                                                              | 1999     | Dafydd Wigley    | Plaid Cymru |          |
|                                                              | 2003     | Alun Ffred Jones | Plaid Cymru |          |
| 2007 circonscription abolie voir Arfon et Dwyfor Meirionnydd |          |                  |             |          |

## Élections

### Élections dans les années 1990
| Élections de l'Assemblée galloise 1999: Caernarfon[réf. nécessaire] |                                       |                    |        |      |     |
| Parti                                                               | Parti                                 | Candidat           | Votes  | %    | ±   |
|                                                                     | Plaid Cymru                           | Dafydd Wigley      | 18,748 | 65.8 | N/A |
|                                                                     | Labour                                | Tom Jones          | 6,475  | 22.7 | N/A |
|                                                                     | Conservateur                          | Bronwen Naish      | 2,464  | 8.7  | N/A |
|                                                                     | Liberal Democrats                     | David P. Shankland | 791    | 2.8  | N/A |
| Majorité                                                            | Majorité                              | Majorité           | 12,273 | 43.1 | N/A |
| Participation                                                       | Participation                         | Participation      | 28,748 | 60.5 | N/A |
|                                                                     | Plaid Cymru Vainqueur (nouveau siège) |                    |        |      |     |

### Élections dans les années 2000
| Élections de l'Assemblée galloise 2003: Caernarfon |                   |                      |        |      |       |
| Parti                                              | Parti             | Candidat             | Votes  | %    | ±     |
|                                                    | Plaid Cymru       | Alun Ffred Jones     | 11,675 | 55.0 | −10.9 |
|                                                    | Labour            | Martin R. Eaglestone | 5,770  | 27.2 | +4.4  |
|                                                    | Conservateur      | Goronwy O. Edwards   | 2,402  | 11.3 | +2.7  |
|                                                    | Liberal Democrats | Steven Churchman     | 1,392  | 6.6  | +3.8  |
| Majorité                                           | Majorité          | Majorité             | 5,905  | 27.8 | −15.3 |
| Participation                                      | Participation     | Participation        | 21,239 | 45.0 | −15.7 |
|                                                    | Plaid Cymru hold  | Plaid Cymru hold     | Swing  | −7.7 |       |